# Griselda Blanco
Griselda Blanco Restrepo (Cartagena, 15 februari 1943 – Medellín, 3 september 2012), ook bekend onder de bijnamen La Madrina, La viuda negra en Cocaine Godmother, was een Colombiaanse drugsbarones. Ze speelde een prominente rol in de cocaïnehandel en onderwereld in Miami in de Verenigde Staten in de jaren 1970 en jaren 1980.

## Levensloop
Blanco werd geboren in Cartagena en verhuisde op driejarige leeftijd met haar gezin naar Medellín, waar ze opgroeide in armoedige omstandigheden. Haar vader verliet al vroeg het gezin, terwijl haar moeder ernstige alcoholproblemen had. Om aan het seksuele misbruik van de vriend van haar moeder te ontsnappen, liep ze op 14-jarige leeftijd weg van huis en nam tot haar twintigste haar toevlucht tot diefstal. Ook begaf ze zich in de prostitutie om zichzelf financieel te onderhouden. Als tiener ontmoette ze Carlos Trujillo, een oplichter en pooier. Ze trouwde met hem en ze kregen drie kinderen: Dixon, Uber en Osvaldo. Ze begonnen een onderneming in marihuana. Na een zakelijk conflict liet Blanco hem vermoorden.
Blanco hertrouwde kort daarna met Alberto Bravo, een cocaïnesmokkelaar voor het Medellínkartel. In 1964 emigreerden zij met de kinderen illegaal naar de Verenigde Staten onder een valse naam en met valse papieren, en vestigden zich in Queens, New York. Ze zetten al snel een bloeiende drugsoperatie op. In april 1975 werd ze samen met dertig van haar ondergeschikten aangeklaagd wegens federale drugssamenzwering. Nadat het gezin naar Colombia was gevlucht om veroordeling te voorkomen, kreeg Blanco ruzie met Bravo over beschuldigingen van diefstal en schoot ze hem dood. Vervolgens keerde ze terug naar de Verenigde Staten en begon eind jaren 1970 haar eigen drugsoperatie in Miami, Florida.
Blanco trouwde met haar derde echtgenoot Darío Sepúlveda, met wie ze haar vierde kind kreeg: Michael Corleone, vernoemd naar de gelijknamige maffiabaas uit de film The Godfather. In 1983 verliet Sepúlveda haar, keerde terug naar Colombia en ontvoerde Michael toen hij en Blanco het oneens waren over wie de voogdij zou krijgen. Blanco betaalde om Sepúlveda in Colombia te laten vermoorden en haar zoon keerde naar haar terug in de VS. Blanco kreeg door de moorden op haar echtgenoten de bijnaam La viuda negra ("De Zwarte Weduwe").
De terugkeer van Blanco in de VS viel samen met het begin van gewelddadige openbare conflicten, waaronder honderden moorden per jaar, die plaatsvonden in de omgeving van Miami in de jaren 1980. Deze periode staat bekend als de "drugsoorlog in Miami". Blanco was verantwoordelijk voor honderden moorden (waarvan er velen werden uitgevoerd door haar vertrouwde huurmoordenaar Jorge "Rivi" Ayala). Omdat zij veel huurmoordenaars (die bekend stonden als de "Cocaine Cowboys") in dienst had, begon ze oorlogen tegen degenen die haar hinderden, zoals voormalige medewerkers van de drugshandel of vermoedelijke vijanden. Op het hoogtepunt van haar criminele activiteiten bedroeg haar vermogen twee miljard dollar. Na een reeks arrestaties in Miami, besloot zij haar criminele activiteiten te verplaatsen naar Californië, waar zij samenwoonde met haar jongste zoon Michael. 
Op 17 februari 1985 werd Blanco in haar huis gearresteerd door de Drug Enforcement Administration (DEA). De federale rechtbank verklaarde haar schuldig aan samenzwering om cocaïne te produceren, importeren en distribueren, en veroordeelde haar tot 15 jaar gevangenisstraf. Terwijl ze haar straf uitzat, werd ze door de staat Florida aangeklaagd voor drie moorden. De aanklager sloot een deal met Blanco's vertrouwde huurmoordenaar Jorge Ayala, die ermee instemde te getuigen dat zij hem opdracht had gegeven de moorden uit te voeren. De zaak stortte echter in vanwege een fout in de procedure met betrekking tot een telefoonseksschandaal tussen Ayala en twee vrouwelijke secretaresses die op het kantoor van de openbare aanklager werkten. 
In 1998 bekende Blanco schuldig te zijn aan drie aanklachten van moord met voorbedachten rade en werd zij veroordeeld tot twintig jaar gevangenisstraf, die tegelijkertijd liep. Tijdens haar activiteiten had zij veel vijanden gemaakt, vooral in Colombia, en gedurende haar gevangenschap werden drie van haar vier zonen vermoord in Colombia. In 2004 werd Blanco vanwege haar aanhoudende gezondheidsproblemen vrijgelaten uit de gevangenis en naar Colombia gedeporteerd.
Op 3 september 2012 werd Blanco op 69-jarige leeftijd in Medellín doodgeschoten door twee huurmoordenaars op een motorfiets.

## In populaire cultuur
- Blanco komt prominent voor in de Amerikaanse documentairefilms Cocaine Cowboys (2006) en Cocaine Cowboys 2 (2008; ook bekend als Cocaine Cowboys II: Hustlin' With the Godmother).
- De Spaanstalige telenova La viuda negra (2014), een adaptie van het boek La patrona de Pablo Escobar van José Guarnizo, is gebaseerd op de geschiedenis van Griselda Blanco, waarin zij wordt gespeeld door Ana Serradilla.
- De Amerikaanse televisiefilm Cocaine Godmother (2017) is gebaseerd op Blanco's leven, waarin zij wordt gespeeld door Catherine Zeta-Jones.
- De Amerikaanse Netflix-miniserie Griselda (2024) is gebaseerd op Blanco's leven, waarin zij wordt gespeeld door Sofía Vergara.

- Gemeinsame Normdatei: 1025884280
- International Standard Name Identifier: 0000 0003 8240 588X
- Library of Congress Control Number: no2013052340
- Système universitaire de documentation: 272744123
- Virtual International Authority File: 264402714
- WorldCat: E39PBJg4qhCFD3BkDmxjbQv8md